# Māmāl
Māmāl (persiska: مامال) är en ort i Iran.   Den ligger i provinsen Kurdistan, i den nordvästra delen av landet, 500 km väster om huvudstaden Teheran. Māmāl ligger 1 513 meter över havet och antalet invånare är 393.
Terrängen runt Māmāl är kuperad.Runt Māmāl är det ganska tätbefolkat, med 93 invånare per kvadratkilometer. Närmaste större samhälle är Bāneh, 17,2 km öster om Māmāl. Trakten runt Māmāl består i huvudsak av gräsmarker.